# Трауберг Ілля Захарович
Ілля Захарович Трауберг (рос. Илья Захарович Трауберг; 20 листопада 1905, Одеса — 18 грудня 1948, Берлін) — радянський кінорежисер, кінознавець, сценарист, кінокритик, організатор кіновиробництва.

## Біографія
Народився у відомій у творчих колах сім'ї, брат режисера Леоніда Трауберга. Його батько, Захар Давидович Трауберг (1879, Одеса - 1932, Ленінград), був видавцем і журналістом, співробітником газет «Південний огляд» та «Нові відомості» (1918), згодом директором друкарні ЛСПО (Ленінградського союзу споживчих товариств) у Лештуків. 13; мати, Емілія Соломонівна Вейланд (1881, Оргєєв Бессарабської губернії — 1934, Ленінград), була домогосподаркою. Брат — Віктор Захарович Трауберг (11 липня 1903, Одеса — 13 вересня 1974, Ленінград) — співробітник редакції журналу «Життя театру», згодом лікар. Після переїзду до Петрограда сім'я оселилася у будинку №7, кв. 4 по Коломенській вулиці.
У 1920-1924 роках навчався на правовому відділенні Петроградського університету, у 1924-1925 роках — на акторському відділенні Ленінградського інституту екранних мистецтв, у 1925-1926 — на факультеті кіно Інституту історії мистецтв.
З 1924 писав рецензії на фільми для різних ленінградських видань. 1927 року розпочалася його сценарна діяльність. З 1928 займався режисурою, виступаючи одночасно сценаристом деяких своїх фільмів. 1929 року зняв «Блакитний експрес» — фільм на матеріалі китайської революції, який поєднав мову «інтелектуального кіно» з динамікою вестернів. У 1932 році за сценарієм Йосипа Прута поставив фільм про боротьбу німецького пролетаріату проти фашизму, що зароджується – «Для вас знайдеться робота». «Приватний випадок» — перша робота режисера, присвячена радянській молоді. Сценарій був написаний у співдружності з Миколою Чуковським. У 1935 році спільно з Михайлом Дубсоном працював над фільмом «Падіння Ангела», в якому Михайло Жаров грав роль зламувача шаф, що не згоряли. Потрапивши до табору, Васька-Ангел проходив трудове «перековування» і відколювався від блатного світу, за що був убитий колишніми спільниками. Проте сценарій не сподобався Горькому і проєкт законсервували.
1936 року брав участь у роботі над фільмом Ленінградської студії кінохроніки «Переможний марш соціалізму» про святкування 1 травня в Ленінграді. Того ж року за фільм «Син Монголії» про боротьбу простого пастуха за своє щастя відзначений урядом Монгольської Народної Республіки найвищої нагороди – ордена Трудового Червоного Прапора. 1 травня 1938 року на екрани вийшов «Рік 19-й» про оборону Астрахані, про більшовика Андрія Лукіна, прообразом якого став Сергій Кіров.
У 1938 році вступив до ВКП(б), призначений начальником сценарного відділу кіностудії «Мосфільм». Тим часом познайомився з балериною Ольгою Лепешинською, і вони стали чоловіком та дружиною.
У 1940 році знято з посади начальника сценарного відділу у зв'язку з фільмом «Закон життя», який різко не сподобався Йосипу Сталіну. Спільно з Михайлом Дубсоном поставив музичний фільм, присвячений великому та вічному танцю - «Концерт-вальс» («Кіноконцерт» № 2), в якому також брала участь Ольга Лепешинська. Шлюб із нею незабаром розірвано.
У середині липня 1941 року в декораціях фільму «Свинарка та пастух» приступив спільно з Олександром Медведкіним до знімань кіноконцерту «Ми чекаємо на вас з перемогою», який наприкінці вересня вийшов на екрани.
У 1941-1942 роках — режисер об'єднаної Ташкентської кіностудії.
1943 року закінчив авіаційний факультет Військово-політичної академії ім. В. І. Леніна, який займався підготовкою політпрацівників для частин та з'єднань військово-повітряних сил. У званні капітана служив агітатором 208-ї бомбардувальної авіадивізії, агітатором політвідділу 2-ї повітряної армії. Здійснив також низку бойових вильотів. Нагороджений Орденом Вітчизняної війни І та II ступенів.
У листопаді 1947 року як представник Радекспортфільму відряджений до Берліна для заснування спільного радянсько-німецького акціонерного товариства з виробництва та прокату фільмів ДЕФА. На зборах акціонерів затверджений членом ради директорів та художнім керівником. У березні 1948 року з його ініціативи було організовано школу-студію ДЕФА, в якій він керував акторською майстернею.
18 грудня 1948 року раптово помер від інфаркту після невеликої вечірки на квартирі художнього директора кіностудії Ганса Клерінга.

## Фільмографія

### Режисер
| Рік  | Назва                        | Примітки                           |
| ---- | ---------------------------- | ---------------------------------- |
| 1927 | «Ленінград сьогодні»         | короткометрівка                    |
| 1928 | «Шаленим шляхом»             | короткометрівка                    |
| 1929 | «Блакитний експрес»          |                                    |
| 1932 | «Для вас знайдеться робота»  |                                    |
| 1933 | «Окремий випадок»            |                                    |
| 1936 | «Син Монголії»               |                                    |
| 1938 | «Рік дев'ятнадцятий»         |                                    |
| 1941 | «Концерт-вальс»              | разом із Михайлом Дубсоном         |
| 1941 | «Ми чекаємо вас з перемогою» |                                    |
| 1942 | «Павуки»                     | новела в «Бойовій кінозбірці № 11» |

### Асистент режисера
| Рік  | Назва     | Примітки                    |
| ---- | --------- | --------------------------- |
| 1927 | «Жовтень» | асистент Сергія Ейзенштейна |

### Сценарист
| Рік  | Назва                       | Примітки |
| ---- | --------------------------- | -------- |
| 1927 | «Відважні мореплавці»       |          |
| 1928 | «Снігові хлопці»            |          |
| 1929 | «Блакитний експрес»         |          |
| 1932 | «Для вас знайдеться робота» |          |
| 1933 | «Окремий випадок»           |          |
| 1936 | «Син Монголії»              |          |
| 1938 | «Рік дев'ятнадцятий»        |          |
| 1941 | «Концерт-вальс»             |          |

## Нагороди
- Орден Вітчизняної війни I ступеня (29 серпня 1944)
- Орден Вітчизняної війни II ступеня (11 травня 1945)
- Медаль «За перемогу над Німеччиною в Великій Вітчизняній війні 1941–1945 рр.» (9 травня 1945)
- Медаль «За взяття Берліна» (9 червня 1945)
- Медаль «За звільнення Праги» (9 червня 1945)